# Regierung Tindemans IV

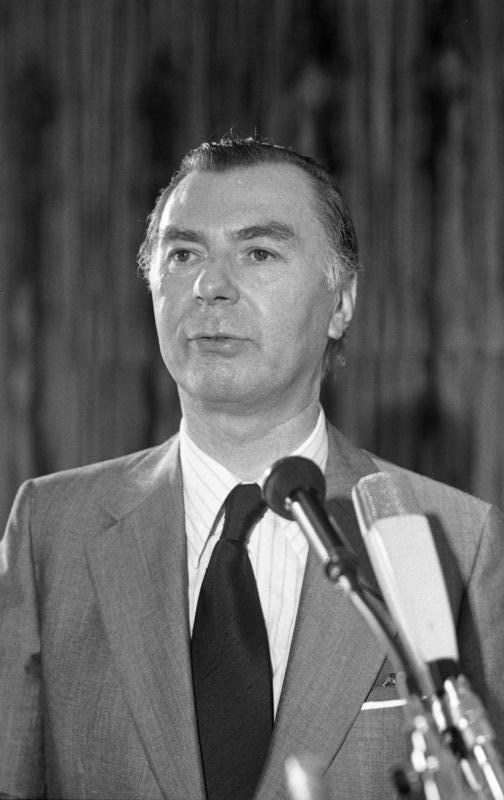
Premierminister Leo Tindemans (1977)

Die Regierung Tindemans IV amtierte in Belgien vom 3. Juni 1977 bis zum 11. Oktober 1978. Nach der vorgezogenen Parlamentswahl am 17. April 1977 bildete Premierminister Léo Tindemans (CVP) eine Regierung aus flämischen (CVP) und wallonischen (PSC) Christdemokraten, Sozialisten (PSB/BSP), der frankophonen (FDF) und  der flämischen VU. Nachdem der von der Regierung ausgehandelte Egmont-Pakt, der die föderale Struktur Belgiens und das Verhältnis der Sprachgemeinschaften regeln sollte, auf zunehmende Widerstände diverser Parteien stieß, erklärte Premierminister Tindemans am 11. Oktober 1978 seinen Rücktritt. Der bisherige Verteidigungsminister Paul Vanden Boeynants (PSC) leitete ein Übergangsregierung bis zur Parlamentswahl am 17. Dezember 1978.

## Kabinett
| Minister | Minister                 | Minister | Minister            | Minister          |
| Amt | Amtsinhaber              | Partei   | Beginn der Amtszeit | Ende der Amtszeit |
| --- | ------------------------ | -------- | ------------------- | ----------------- |
| Premierminister | Léo Tindemans            | CVP      | 3. Juni 1977        | 11. Oktober 1978  |
| Vizepremierminister Minister für den öffentlichen Dienst | Léon Hurez               | PSB      | 3. Juni 1977        | 11. Oktober 1978  |
| Vizepremierminister Verteidigungsminister | Paul Vanden Boeynants    | PSC      | 3. Juni 1977        | 11. Oktober 1978  |
| Justizminister | Renaat Van Elslande      | CVP      | 3. Juni 1977        | 11. Oktober 1978  |
| Außenminister | Henri Simonet            | PSB      | 3. Juni 1977        | 11. Oktober 1978  |
| Wirtschaftsminister | Willy Claes              | BSP      | 3. Juni 1977        | 11. Oktober 1978  |
| Sozialminister Staatssekretär für Soziales beim Minister für wallonische Angelegenheiten                                                                     | Alfred Califice          | PSC      | 3. Juni 1977        | 11. Oktober 1978  |
| Minister für Kommunikation | Jos Chabert              | CVP      | 3. Juni 1977        | 11. Oktober 1978  |
| Bildungsminister | Jef Ramaekers            | BSP      | 3. Juni 1977        | 11. Oktober 1978  |
| Minister für Landwirtschaft und Mittelstand | Antoine Humblet          | PSC      | 3. Juni 1977        | 11. Oktober 1978  |
| Ministerin für niederländische Kultur und flämische Angelegenheiten                                                                                          | Rika De Backer-Van Ocken | CVP      | 3. Juni 1977        | 11. Oktober 1978  |
| Bildungsminister | Joseph Michel            | PSC      | 3. Juni 1977        | 11. Oktober 1978  |
| Minister für Gesundheit und Umwelt | Luc Dhoore               | CVP      | 3. Juni 1977        | 11. Oktober 1978  |
| Finanzminister | Gaston Geens             | CVP      | 3. Juni 1977        | 11. Oktober 1978  |
| Minister für Außenhandel | Hektor De Bruyne         | VU       | 3. Juni 1977        | 11. Oktober 1978  |
| Minister für Entwicklungszusammenarbeit | Lucien Outers            | FDF      | 3. Juni 1977        | 11. Oktober 1978  |
| Minister für Post, Telegraphie und Telefon und Angelegenheiten für Brüssel                                                                                   | Léon Defosset            | FDF      | 3. Juni 1977        | 11. Oktober 1978  |
| Minister für Pensionen | Jos Wijninckx            | BSP      | 3. Juni 1977        | 11. Oktober 1978  |
| Arbeitsminister | Guy Spitaels             | PSB      | 3. Juni 1977        | 11. Oktober 1978  |
| Innenminister | Henri Boel               | BSP      | 3. Juni 1977        | 11. Oktober 1978  |
| Wissenschaftsminister | Rik Vandekerckhove       | VU       | 3. Juni 1977        | 11. Oktober 1978  |
| Minister für französische Kultur | Jean-Maurice Dehousse    | PSB      | 3. Juni 1977        | 11. Oktober 1978  |
| Minister für öffentliche Arbeiten und wallonische Angelegenheiten                                                                                            | Guy Mathot               | PSB      | 3. Juni 1977        | 11. Oktober 1978  |
| |                          |          |                     |                   |
| Staatssekretäre |                          |          |                     |                   |
| Staatssekretär für regionale Wirtschaft beim Minister für wallonische Angelegenheiten                                                                        | Robert Urbain            | PSB      | 3. Juni 1977        | 11. Oktober 1978  |
| Staatssekretär für Haushalt beim Premierminister Staatssekretär für regionale Wirtschaft beim Minister für flämische Angelegenheiten                         | Marc Eyskens             | CVP      | 3. Juni 1977        | 11. Oktober 1978  |
| Staatssekretär für die Verfassungsreform beim Premierminister                                                                                                | Ferdinand De Bondt       | CVP      | 3. Juni 1977        | 11. Oktober 1978  |
| Staatssekretär für französische Kultur beim Minister für französische Kultur                                                                                 | François Persoons        | FDF      | 3. Juni 1977        | 11. Oktober 1978  |
| Staatssekretär für Wirtschaft beim Wirtschaftsminister Staatssekretär für Soziales beim Minister für flämische Angelegenheiten                               | Roger De Wulf            | BSP      | 3. Juni 1977        | 11. Oktober 1978  |
| Staatssekretär für die Verfassungsreform beim Vizepremierminister L. Hurez                                                                                   | Jacques Hoyaux           | PSB      | 3. Juni 1977        | 11. Oktober 1978  |
| Staatssekretär für niederländische Kultur beim Minister für niederländische Kultur Staatssekretär für Soziales beim Minister für Angelegenheiten von Brüssel | Vic Anciaux              | VU       | 3. Juni 1977        | 11. Oktober 1978  |
| Staatssekretär für regionale Wirtschaft beim Minister für Angelegenheiten von Brüssel                                                                        | Henri Simonet            | CVP      | 8. Juni 1977        | 11. Oktober 1978  |